# Rapatea angustifolia
Rapatea angustifolia là một loài thực vật có hoa trong họ Rapateaceae. Loài này được Spruce ex Körn. miêu tả khoa học đầu tiên năm 1872.